# Земля (картина Арчимбольдо)
«Земля» (итал. La Terra) — картина итальянского живописца Джузеппе Арчимбольдо (итал. Giuseppe Arcimboldo; (1527—1593), написанная им в 1566 году. Хранится в Коллекции Лихтенштейнов в Вене. Выполнена маслом на дереве. Размер — 70 × 49 см.

## Описание
«Земля» — аллегорический портрет из цикла «Четыре стихии», в который также входят «Огонь», «Вода» и «Воздух», написанный художником для императора Максимилиана II и подаренный ему в 1569 году вместе с циклом картин «Времена года». Арчимбольдо служил в королевской семье придворным портретистом более 25 лет. Династия Габсбургов покровительствовала искусству и ценила художника за его оригинальный стиль. 
Картина «Земля» представляет собой композицию из животных экзотической коллекции габсбургского двора. Заяц имитирует нос, гепард — подбородок, слон заменяет ухо и щёку. Шея Земли изображена в виде лежащей коровы. Оленьи рога вокруг головы напоминают царскую корону. Некоторые животные являются аллегориями императорской династии. Метафорой  ордена Золотого руна стал бараний мех, лежащий на груди Земли. Голова и шкура льва символизируют Королевство Богемия, откуда произошли Габсбурги.
Современник Арчимбольдо, поэт Джованни Баттиста Фонтео (1546—1580), сопроводил циклы «Четыре стихии» и «Времена года» стихами, которые доказывают аллегорическое значение картин и их имперскую тему.
Художник был убеждён, что имеются всего четыре стихии (элемента) — огонь, земля, вода и воздух, из которых путём соединения и преобразования рождается  всё сущее. А то, что умирает, снова распадается на эти четыре элемента. Арчимбольдо ассоциируется с современной философией, утверждая, что причудливое соединение элементов природы — это сложные взаимосоответствия между макромиром и микромиром.

## Картины из серии «Четыре стихии»

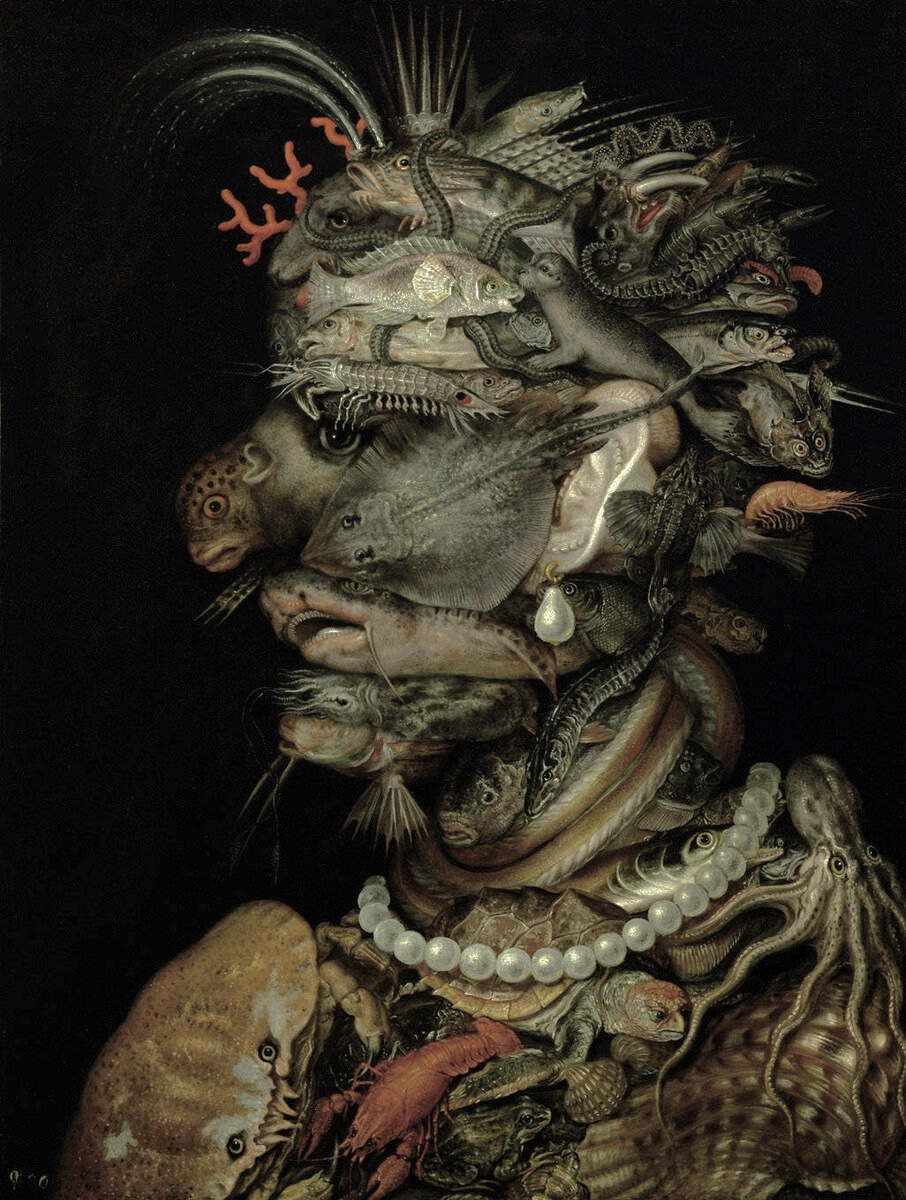
Вода. 1566 год. Музей истории искусств. Вена
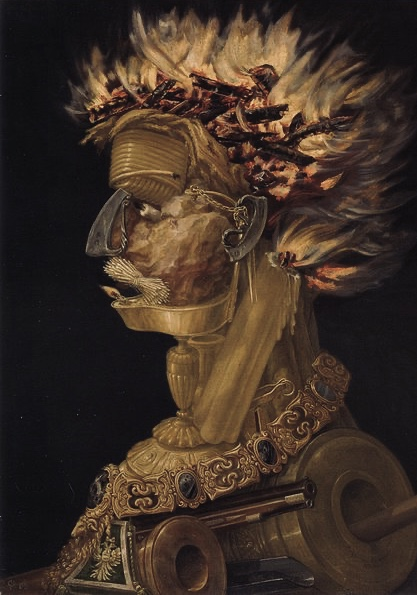
Огонь. 1566 год. Музей истории искусств. Вена
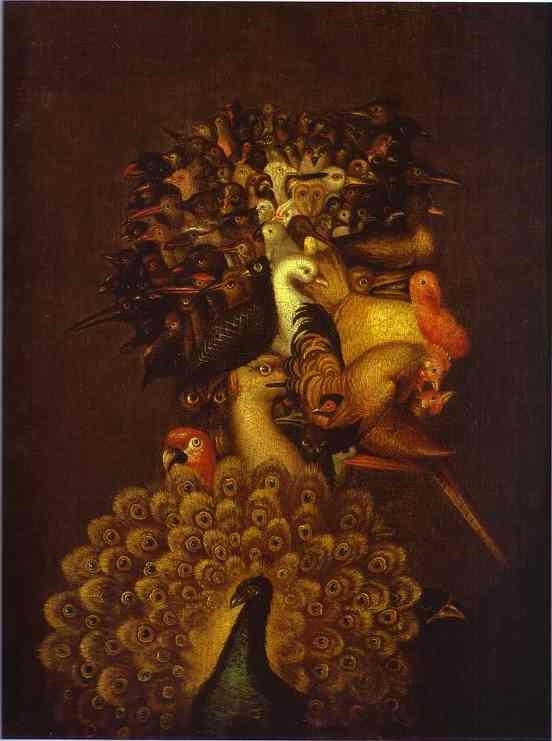
Воздух. 1566 год. Копия. Частное собрание. Швейцария